# Arrens-Marsous
Arrens-Marsous is een gemeente in het Franse departement Hautes-Pyrénées (regio Occitanie) en telt 748 inwoners (2005). De plaats maakt deel uit van het arrondissement Argelès-Gazost.

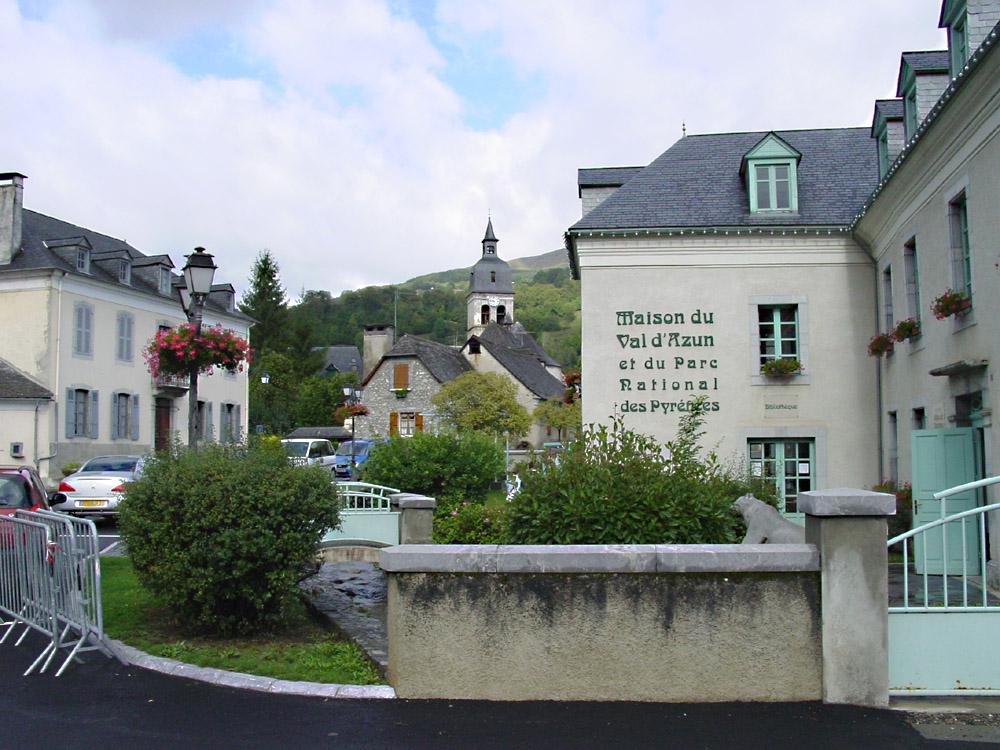
Centrum
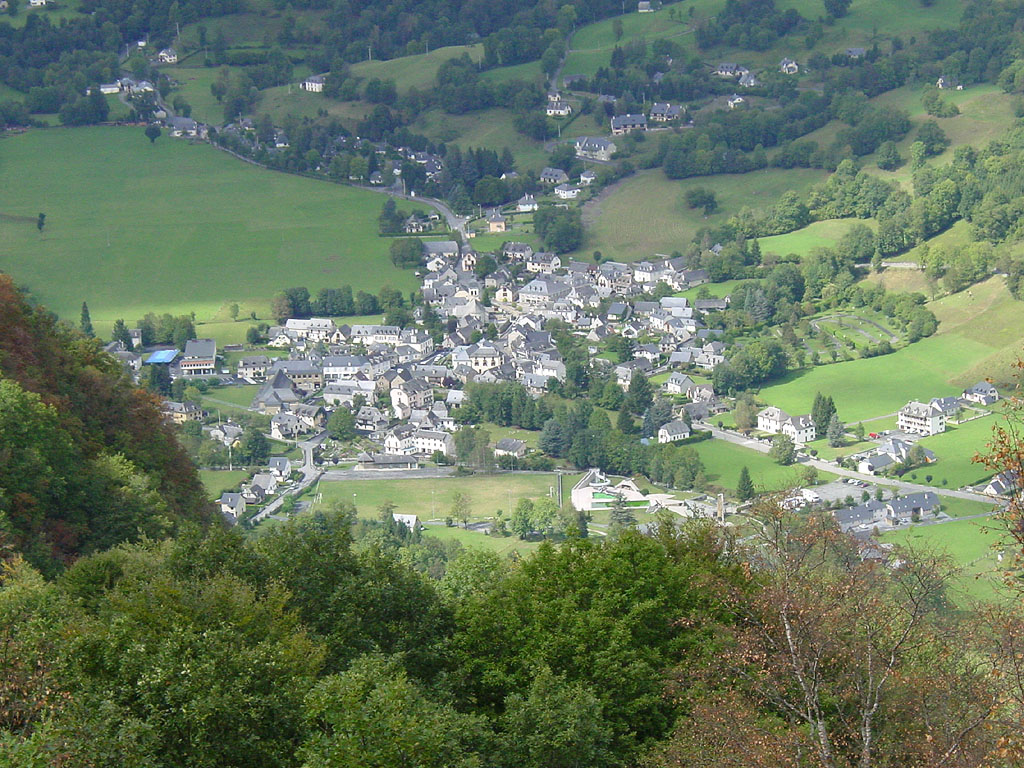
Arrens-Marsous

## Geografie
De oppervlakte van Arrens-Marsous bedraagt 103,0 km², de bevolkingsdichtheid is 7,3 inwoners per km².

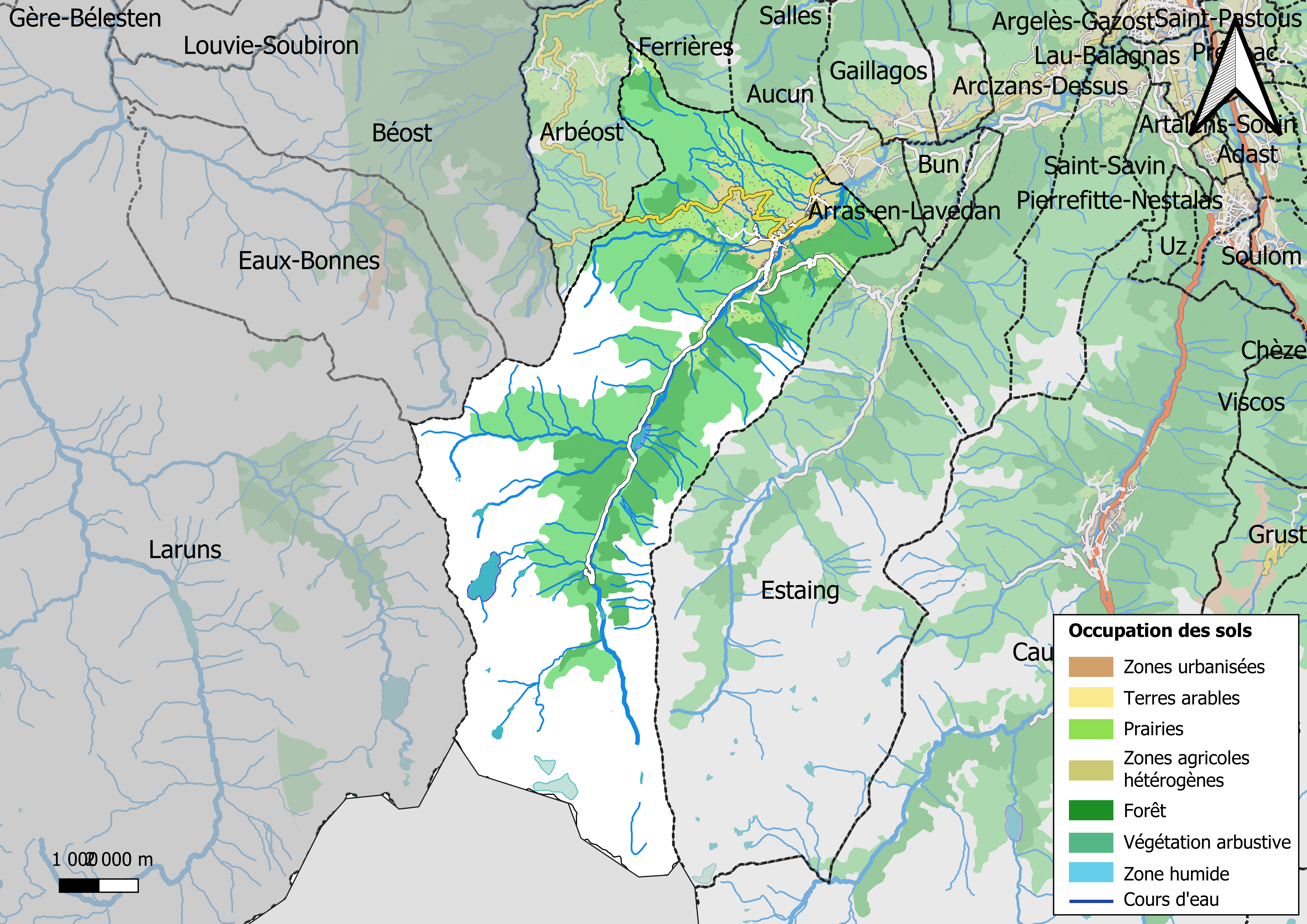
Kaart van de gemeente met belangrijkste infrastructuur, bodemgebruik en omliggende gemeenten

## Demografie
Onderstaande figuur toont het verloop van het inwonertal (bron: INSEE-tellingen).

1. ↑  Populations de référence 2022.